# Слободян Петро Петрович
Петро́ Петро́вич Слободя́н (2 липня 1953, с. Шепарівці, нині Коломийський район, Івано-Франківська область, Українська РСР, СРСР — 15 грудня 2020, Україна) — український футбольний тренер та педагог, колишній український радянський футболіст, нападник. Майстер спорту міжнародного класу (1976). 
Учасник першого матчу за Суперкубок Європи 1975. Автор переможного гола у ворота мюнхенської «Баварії», який вивів київське «Динамо» в півфінал Кубка європейських чемпіонів 1976—1977.
Завідувач кафедри фізичного виховання Київського національного університету імені Тараса Шевченка.

## Біографія

### Початки, кар'єра гравця
Петро Слободян народився у селі Шепарівцях, що на Івано-Франківщині, однак футбольну мудрість почав здобувати у футбольній школі міста Коломия. У 17 років дебютував у складі тернопільського «Авангарда», до якого перейшов з «бучацького Колоса».
Граючи за тернополян, показував доволі змістовну гру та відзначався великою кількістю забитих м'ячів. Це привернуло увагу Валерія Лобановського — тодішнього наставника «Дніпра». Не довго думаючи, Петро Слободян переїхав до Дніпропетровська, де продовжив виступи за місцевий футбольний клуб. Півтора року знадобилося талановитому нападникові для того, щоб завоювати місце у основному складі «Дніпра». Це сталося вже тоді, коли Лобановський залишив команду та перейшов до київського «Динамо».
Попри це, помічники п. Валерія продовжували слідкувати за Слободяном, і після вдалої гри останнього у складі молодіжної збірної СРСР у турне Південно-Східною Азією нападник «Дніпра» отримав пропозицію від київського клубу. Через величезну конкуренцію серед нападаючих «Динамо» Слободян так і не зміг стати гравцем основи, проте приніс немало користі клубу за ті п'ять років, що провів у команді. Чого вартий лише поєдинок за Суперкубок Європи 1975 чи його гол у ворота «Баварії», що вивів киян у півфінал Кубка Чемпіонів 1976/77.
Вдалі виступи у складі «Динамо» відкрили для Слободяна двері до збірної Радянського Союзу. У складі головної команди СРСР нападник провів два матчі у кінці 1976 року — проти Аргентини та Бразилії.

У 1978 «Динамо» залишив Володимир Онищенко, і багато хто бачив саме Петра Слободяна у парі з Блохіним на вістрі атак киян, однак на заваді стала травма, через яку нападник пропустив вісім місяців. Наслідки цього пошкодження виявилися надто неприємними і відновлення зайняло дуже багато часу.
Зрозумівши, що допомогти команді Лобановського вже навряд чи зможе, Слободян вирішив перейти до московського «Локомотива». Вибір був обумовлений насамперед тим, що в Москві була клініка доктора Миронова, постійним відвідувачем якої став нападник. Зарекомендувати себе якнайкраще в «Локомотиві» теж не вдалося і, розуміючи, що вийти на той рівень, який був у нього раніше, та грати у такій команді, як «Динамо», вже не пощастить, Слободян закінчив кар'єру футболіста, хоча йому було лише 27 років.

### Викладач, гравець-ветеран
Після припинення активних виступів Петро Слободян почав працювати викладачем на кафедрі фізичного виховання університету імені Тараса Шевченка, де згодом став завідувачем кафедри. Паралельно виступав за команду ветеранів київського «Динамо», яку певний час навіть очолював.
Після завершення роботи у київській «Оболоні» вирішив більше уваги приділяти сім'ї та повернутися до викладацької діяльності.

### Тренерська кар'єра
Посаду в університеті залишив у 1998 році, а у 2001 очолив київську «Оболонь», яку одразу ж вивів до Вищої Ліги. На тренерському містку «пивоварів» Слободян з'являвся двічі: вперше тренував команду з кінця 2001 року по кінець 2004, вдруге — з квітня 2006 по травень 2008 року. Після цього мав пропозиції як з України, так і з-за кордону (наприклад, з Узбекистану).

## Досягнення
- Дворазовий чемпіон СРСР (1975,1977)
- Срібний призер чемпіонату СРСР (1976(о))
- Бронзовий призер чемпіонату СРСР (1979)
- Володар Суперкубка УЄФА (1975)[8]
- Чемпіон Європи (U-23) (1976)
- Кавалер ордена «За заслуги» ІІ[9] (2020) і ІІІ ст. (2015)[10]

## Вшанування
Щороку у Шепарівцях проводиться Кубок імені Петра Слободяна серед найсильніших команд Коломийського району.